# 행정협의조정위원회
행정협의조정위원회는 중앙행정기관과 지방자치단체의 장이 사무를 처리할 때 의견을 달리하는 경우 이를 신속하고 효율적으로 협의 조정하기 위하여 설치된 대한민국 국무총리실 소속의 정부위원회이다. 행정안전부에서 주관하고 있으며, 위원회 성격은 의결위원회이다.

## 설치 근거
- 지방자치법 168조 1항

## 기능
- 중앙행정기관과 지방자치단체간의 이견 협의․조정

## 구성
- 위원장 : 위촉직
- 위원
  - 당연직(4) : 행정안전부장관, 국무총리실장, 기획재정부장관, 법제처장
  - 위촉직(4) : 학계2명, 법조계1명, 기타(전 공무원) 1명

## 운영
- 본회의
- 분과회의 : 실무위원회